# معاملة المثليين في جرينلاند
تتشابه حقوق المثليات والمثليين ومزدوجي التوجه الجنسي والمتحولين جنسياً (اختصاراً: LGBT) في جرينلاند تشابهاً كبيراً مع تلك الموجودة في الدنمارك. يعتبر النشاط الجنسي المثلي قانونيا في جرينلاند والمساواة في السن القانوني للنشاط الجنسي متحققة ويوجد مجموعة واسعة من القوانين الهادفة لمناهضة التمييز. كما استطاع الشركاء المثليون التسجيل في شراكات مسجلة بين عامي 1996 و 2016، والتي وفرت لهم تقريباً جميع الحقوق التي يحصل عليها الأزواج المغايرون جنسياً. ودخل القانون الذي ألغى للشراكات المسجلة والذي سمح بزواج المثليين حيز التنفيذ في جرينلاند بتاريخ 1 أبريل عام 2016.
منحت الدنمارك الحكم الذاتي لجرينلاند عام 1979، وذلك بموجب قانون الحكم الذاتي وعُزِزت الحكومة الذاتية عام 2009، وذلك رغم أن الدنمارك لا تزال تؤثر على الثقافة والحياة السياسية على الجزيرة. تعد جرينلاند متحررة اجتماعياً للغاية إزاء الأشخاص من المثليين والمثليات ومزدوجي التوجه الجنسي والمتحولين جنسياً. كما يعد قبول المثلية الجنسية والعلاقات المثلية كبيراً جداً، ومن النادر بمكان الإبلاغ عن وقوع حالات تمييز بحق الأقليات الجنسية. ومع ذلك فقد اختار الكثير من المنتمين للأقليات الجنسية الانتقال إلى كوبنهاغن في الدنمارك بسبب تعداد سكان جرينلاند الصغير والمتبعثر جغرافياً.

## قانونية النشاط الجنسي المثلي
يعتبر النشاط الجنسي المثلي قانونيا في جرينلاند كما هو الحال في الدنمارك. حيث قامت الدنمارك بتقنينه وإلغاء تجريمه عام 1933، وتحققت المساواة في السن القانوني للممارسة الجنسية عام 1977 ليصبح نفسه لكلا المغايرين والمثليين على حدٍ سواء، وكان ذلك قبل عامين من قانون الحكم الذاتي.

## الاعتراف القانوني بالعلاقات المثلية
اعتمدت جرينلاند قانون الشراكة المسجلة المعتمد الخاص بالدنمارك بتاريخ 1 يوليو عام 1996. واجه قانون الشراكات المسجلة بعض الأصوات المعارضة من رجال الدين والمشرعين المحافظين، والذين اختاروا فيما بعد الامتناع عن التصويت. تم إقرار مشروع القانون في البرلمان الجرينلاندي بتصويت 15 صوتا لصالح مشروع القانون مقابل عدم تصويت أحد ضده (15-0) مع امتناع 12 عضوا عن التصويت، وصوّت عليه بعد ذلك البرلمان الدنماركي بتصويت 104 أصوات لصالحه مقابل صوت واحد ضده (104-1). قام أول شريكين مثليين بتسجيل شراكتهما عام 2002. وتُسمى الشراكات المسجلة (nalunaarsukkamik" inooqatigiinneq") باللغة الجرينلاندية.
قدم النائب من من حزب الديمقراطيون يوستوس هانسن (وهو حزب سياسي من يمين الوسط) مشروع قانون لتشريع زواج المثليين في جرينلاند خلال شهر مارس 2015، والذي تضمن أيضًا حقوق التبني والتغييرات الأخرى في قانون الأسرة في جرينلاند. تمت الموافقة على مشروع القانون بالإجماع 27 صوتا لصالحه ولاصوت ضده (27-0) من قبل برلمان الجزيرة بتاريخ 26 مايو 2015، ولكنه احتاج الحصول على موافقة الدنمارك قبل دخوله حيز التنفيذ. كان القانون في البداية سيدخل حيز التنفيذ يوم 1 أكتوبر 2015، ولكنه تأجل بسبب الانتخابات العامة الدنماركية التي أُجريت في شهر يونيو 2015. لذا كان على الإجراء البرلماني أن يبدأ من جديد وأن تضع الحكومة الليبرالية الدنماركية مشروع قانون مماثل على جدول أعمالها القراءة الأولى لمشروع القانون في 5 نوفمبر 2015. وافق البرلمان الدنماركي يوم 19 يناير 2016، على مشروع القانون بتصويت 108 أصوات لصالحه مقابل صوت واحد ضده (108-0) ومنحت الملكة مارغريت الثانية مشروع القانون الموافقة الملكية يوم 3 فبراير 2016. وقد دخلت أجزاء القانون المتعلقة بالزواج حيز التنفيذ في 1 أبريل 2016.
أصبح زواج المثليين قانونيًا بتاريخ 1 أبريل 2016. أُلغي تطبيق قانون الشراكة المسجلة في اليوم الذي بدأ فيه سريان قانون الزواج الجديد في جرينلاند.

## التبني وتنظيم الأسرة
في 1 يونيو 2009، أصبح تبني أحد الشريكين للطفل البيولوجي للشريك الآخر قانونيًا. تمت الموافقة في عام 2006 على قانون يتعلق بالتلقيح الإصطناعي للزوجات المثليات. ودخلت أجزاء من قانون الزواج المثلي الجنس التي تسمح للأزواج من نفس الجنس بتبني الأطفال حيز التنفيذ في 1 يوليو 2016. 

## الحماية من التمييز

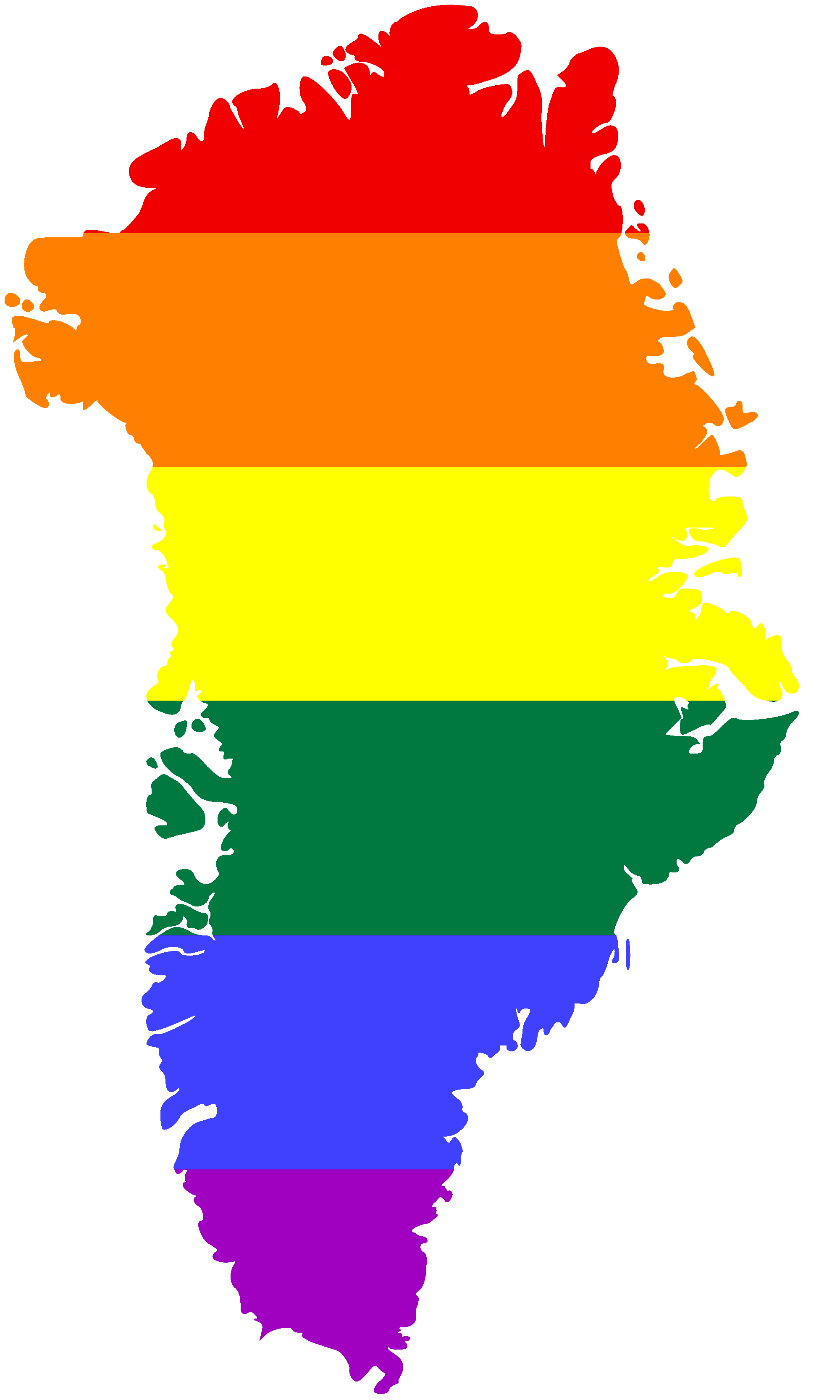
خريطة جرينلاند مع علم فخر المثليين

حظرت جرينلاند منذ عام 2010 خطاب الكراهية وجرائم الكراهية على أساس التوجه الجنسي للفرد. تحظر المادة 100 من القانون الجنائي الكلام الذي يخيف الأفراد أو يهددهم أو يهينهم بسبب توجههم الجنسي، من بين فئات أخرى.
ليس لجرينلاند قوانين لمكافحة التمييز في التوظيف والسلع والخدمات أو في مجال توفير الخدمات الصحية أو التعليم. ولا تنطبق قوانين مكافحة التمييز الدانمركية على جرينلاند. قانون منع التمييز الوحيد في جرينلاند هو القانون رقم السابع الصادر بتاريخ 11 أبريل عام 2013 بشأن المساواة بين النساء والرجال، ويحظر القانون ممارسة التمييز القائم على الجندر. بينما التمييز على أساس العرق أو الدين أو العرق أو التوجه الجنسي أو الهوية الجندرية أو الإعاقة غير محظور.
يقوم «مجلس حقوق الإنسان في جرينلاند» الذي تموله الدولة، للعمل صوب تعزيز وحماية حقوق الإنسان في جرينلاند. حيث يكلف المجلس بالمشاركة في تعزيز وتوطيد حقوق الإنسان، ويعمل عن كثب بالتعاون مع المعهد الدانمركي لحقوق الإنسان.
بخلاف رفع دعوى إلى المحكمة أو الإشارة إلى أمين المظالم في جرينلاند، لا يوجد إجراء للشكاوى الوطنية يمكن بموجبه تقديم شكاوى قانونية من التمييز. ومع ذلك، فإن تقارير التمييز القائمة على التوجه الجنسي نادرة للغاية.

## حركة حقوق المثليين في جرينلاند
كان هناك منظمة حقوق المثليين تسمى "Qaamaneq" (النور) (2002-2007)، التي نظمت مجموعة من المناسبات والفعاليات الاجتماعية. تم إعادة إطلاق المنظمة من جديد عام 2014 كجمعية تحت اسم إل جي بي تي كامانيك
أقيم في جرينلاند أول مسيرة فخر للمثليين في نوك بتاريخ 15 مايو عام 2010. وحضرها حوالي 1,000 شخص.

## ملخص
| قانونية النشاط الجنسي المثلي                                                                      | (منذ عام 1933)                                                     |
| المساواة في السن القانوني للنشاط الجنسي                                                           | (منذ عام 1977)                                                     |
| قوانين مكافحة التمييز في التوظيف                                                                  | No                                                                 |
| القوانين المناهضة التمييز في توفير السلع والخدمات                                                 | No                                                                 |
| القوانين المناهضة للتمييز في جميع المجالات الأخرى (بما في ذلك التمييز غير المباشر، خطاب الكراهية) | (منذ عام 2010)                                                     |
| القوانين المناهضة للتمييز المتعلقة بالهوية الجندرية                                               | No                                                                 |
| زواج المثليين                                                                                     | (منذ عام 2016)                                                     |
| الاعتراف القانوني بالأزواج المثليين                                                               | (منذ عام 1996)                                                     |
| تبني أحد الشريكين للطفل البيولوجي للشريك الآخر                                                    | (منذ عام 2009)                                                     |
| التبني المشترك للأطفال من قبل الأزواج المثليين                                                    | (منذ عام 2016)                                                     |
| يسمح للمثليين والمثليات ومزدوجي التوجه الجنسية والمتحولين جنسيا بالخدمة علنا في الجيش             | (منذ عام 1978؛ تحت مسؤولية "قيادة قوات الدفاع المشترك الدنماركية ) |
| الحق في تغيير الجنس القانوني                                                                      | No                                                                 |
| تأجير الأرحام التجاري للأزواج المثليين من الذكور                                                  | (محظور وغير قانوني لجميع الأزواج بغض النظر عن التوجه الجنسي)       |
| الحصول على أطفال أنابيب للمثليات                                                                  | (منذ 2006)                                                         |
| السماح للرجال الذين يمارسون الجنس مع الرجال بالتبرع بالدم                                         | No                                                                 |